# WNCN-Sendemast
Der WNCN-Sendemast ist ein 605,9 Meter hoher Sendemast zwischen Garner und Clayton in der Nähe von Auburn, North Carolina, USA. Der für die Ausstrahlung von Digitalfernsehen verwendete WNCN-Sendemast wurde 2000 errichtet. In der Nähe des WNCN-Sendemastes befinden sich der WRAL-Sendemast und der WTVD-Sendemast.